# Pedrosa del Príncipe
Pedrosa del Príncipe è un comune spagnolo di 174 abitanti situato nella comunità autonoma di Castiglia e León.